# ノア・ハワード
ノア・ハワード（Noah Howard、1943年4月6日 - 2010年9月3日）は、アメリカのフリー・ジャズ・アルト・サクソフォーン奏者。

## 略歴
ニューオーリンズで生まれたハワードは、子供の頃から教会で音楽を演奏していた。彼は最初にトランペットを学び、後にアルト、テナー、ソプラノ・サクソフォーンへと切り替えた。ジョン・コルトレーンやアルバート・アイラーの影響を受けた革新者となった。最初はロサンゼルス、後にサンフランシスコでデューイ・ジョンソンに師事。ニューヨークに移住したときに、サン・ラと演奏を始めた。
1966年にノア・ハワード・カルテットのリーダーとして最初のLPを、その年の後半に2枚目のLP『ジャドソン・ホール』を、ESPディスク・レコードで録音したが、アメリカでは批評家の称賛はほとんど得られなかった。1960年代から1970年代にかけて、彼はアメリカとヨーロッパで定期的に演奏し、1968年にパリへと移住した。
1969年、フランク・ライトのアルバム『ワン・フォー・ジョン』と、アーチー・シェップの『ブラック・ジプシー』に参加した。リーダーとして、彼はとりわけアーサー・ドイルと共に『ザ・ブラック・アーク』をレコーディングした。1971年には自分のレコード・レーベルである「AltSax」を立ち上げ、そのレーベルの下で彼の音楽のほとんどを公開した。
1971年、ミシャ・メンゲルベルクとハン・ベニンクと共にオランダで『Patterns』をレコーディングした。1972年にパリへ移り、1982年にはナイロビに住み、1982年後半に最終的にブリュッセルに移り、そこでスタジオを所有し、ジャズ・クラブを経営した。1970年代から1980年代にかけて着実にレコーディングを行い、後半の10年間はファンクとワールドミュージックを探求し「AltSax」にてレコーディングを行った。1990年代に、フリー・ジャズの原点へと戻り、他のレーベルの中でもCadence Jazzからリリースし、批評家の称賛の復活を経験した。彼の最後の2枚のアルバム『Desert Harmony』(2008年、オマー・アル・ファキアと共作)と『Voyage』(2010年)は、ワールドミュージックへの関心を反映し、インド、ラテン アメリカ、中東の音楽の影響を受けている。
ノア・ハワードは、2010年9月3日に脳内出血のため67歳で亡くなった。妻のリーヴ・フランセンが残されている。

## ディスコグラフィ

### リーダー・アルバム
- 『ノア・ハワード・カルテット』 - Noah Howard Quartet (1966年、ESP-Disk)
- 『ジャドソン・ホール』 - At Judson Hall (1968年、ESP-Disk)
- 『スペース・ディメンション』 - Space Dimension (1970年、America)
- 『ザ・ブラック・アーク』 - The Black Ark (1972年、Freedom) ※旧邦題『黒い箱船』
- Live at the Village Vanguard (1972年、Freedom / Intercord)
- Patterns (1973年、Altsax) ※『Patterns, Message to South Africa』として増補再発
- Live at the Swing Club (1974年、Ricordi)
- 『オレ』 - Live in Europe Vol. 1 (1975年、Sun) ※with 加古隆。日本盤は再発『Olé』を元にしている
- 『レッド・スター』 - Red Star (1977年、Mercury) ※featuring ケニー・クラーク
- Berlin Concert (1977年、FMP)
- Schizophrenic Blues (1978年、FMP)
- Traffic (1983年、Frame)
- Migration (1990年、Altsax)
- Live at Documenta IX (1992年、Megadisc)
- In Concert (1998年、Cadence)
- 『Patterns, Message to South Africa』 - Patterns/Message to South Africa (1999年、Eremite)
- Between Two Eternities (2000年、Cadence) ※with ボビー・カップ
- Live at the Unity Temple (2000年、Ayler)
- Live in Paris (2001年、Altsax)
- Dreamtime... (2003年、Altsax)
- The Eye of the Improviser (2003年、Altsax) ※コンピレーション
- Desert Harmony (2007年、Altsax) ※with オマー・ファキア
- Transit Mission (2009年、Altsax) ※with ボビー・カップ
- Voyage (2010年、Altsax)
- Live at Glenn Miller Café (2012年、JaZt Tapes)
- From Dust We Came... To Dust We Return (2016年、Dirter/Static Caravan) ※with ジャスティン・ウィガン、クリス・マップ

### イヴ・パッカー & ノア・ハワード
- West Frm 42nd (1998年、Altsax)
- That Look (2000年、Boxholder)
- Window 9/11 (2002年、Altsax)
- Cruisin w/Moxie (2003年、Altsax)
- Now Playing (2009年、Altsax)

### 参加アルバム
クリス・チャルファント
- Convergence (2007年、Chris Chalfant Music)

テッド・ダニエル
- Tapestry (1977年、Sun)

ジェイムス・エマニュエル
- Middle Passage (2001年、Altsax)

ズサーン・カリ・フェストー
- Expatriate Kin (1997年、CIMP)
- Camaraderie (1998年、Flying Note)

アーチー・シェップ
- 『ブラック・ジプシー』 - Black Gipsy (1970年、America)
- Pitchin Can (1970年、America)

フランク・ライト
- 『ワン・フォー・ジョン』 - One For John (1969年、BYG)
- Uhuru na Umoja (1970年、America)
- 『チャーチ・ナンバー・ナイン』 - Church Number Nine (1972年、Odeon)